# Maryna Damanzewitsch

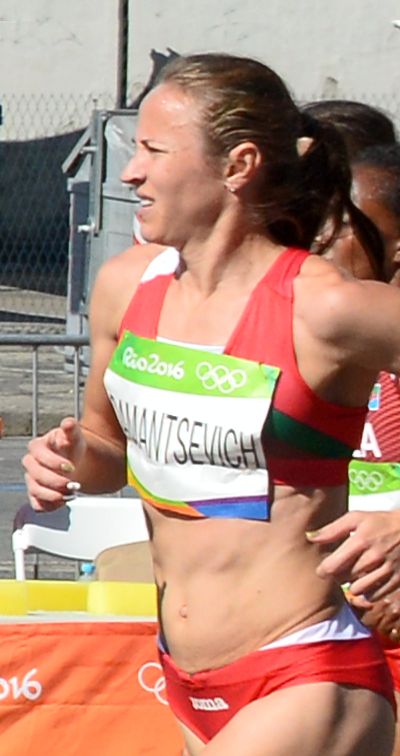
Maryna Damanzewitsch 2016, bei den Olympischen Spielen in Rio

Maryna Damanzewitsch (belarussisch Марына Даманцэвіч, engl. Transkription Maryna Damantsevich; * 10. Februar 1984) ist eine belarussische Marathonläuferin.
2010 gewann sie den Riga-Marathon und den Posen-Marathon. Im Jahr darauf wurde sie Dritte beim Krakau-Marathon, siegte beim Lódz-Marathon und beim Košice-Marathon und wurde Fünfte beim Macau-Marathon.
2012 wurde sie Sechste beim Vienna City Marathon, 2014 und 2015 gewann sie den Osaka-Marathon, in letzterem mit Streckenrekord.

## Persönliche Bestzeiten
- 10.000 m: 34:08,49 min, 7. Juli 2011, Hrodna
- Marathon: 2:32:18 h, 15. April 2012, Wien